# Tbiliszi százezer mártírja
A százezer mártír (grúzul: ასი ათასი მოწამე; eredetileg ათნი ბევრნი მოწამენი, at'ni bevrni mots'ameni) az ortodox egyház szentjei. Ortodox keresztény hitükért haltak vértanúhalált Dzsalál al-Din khwarazmi szultán uralkodása alatt a 13. század elején, Tbilisziben. A grúz ortodox egyház november 13-án (O.S. október 31-én) emlékezik meg róluk.

## Történelmi háttér
Dzsalál al-Din első találkozása a Grúz Királysággal 1225-ben történt, amikor serege megsemmisítő vereséget mért a grúzokra a garni csatában, ezzel véget vetett Grúzia középkori virágkorának. Az azt követő évben, Dzsalál al-Din Tbiliszibe vonult és menekülésre kényszerítette Rusudan grúz királynőt és udvarát. A hátramaradt grúz erők heves ellenállást fejtettek ki, de Dzsalál csapatai végül a helyi muszlimok segítségével 1226 március 9-én áttörték a város falait. A győztes katonák kifosztották Tbiliszit és lemészárolták keresztény lakosságát. Egy névtelen 14. századi grúz krónika, amely Száz év krónikájaként is ismert, erről számol be: „Szavak nem képesek érzékeltetni az ellenség által hozott pusztítást: csecsemőket kitépnek anyjuk melléről, fejüket a hídhoz verik, nézik ahogy szemeik kiesnek koponyájukból...". Ibn al-Athir és Nasawi muszlim történészek – utóbbi Dzsalál titkára és életrajzírója – beszámolnak minden olyan keresztény meggyilkolásáról, akik nem fogadták el az iszlám vallást a szultán parancsára.  
A grúz forrás szerint Dzsalál leromboltatta a Sioni-székesegyház kupoláját, és a helyére saját trónját állíttatta. Parancsára eltávolították Jézus Krisztus és Szűz Mária ikonját a székesegyházból, és a Mtkvari folyó hídjára helyezték, azért hogy a keresztények azokon tapossanak amikor átkelnek a folyón. Azokat, akik megtagadták az ikonok meggyalázását, lefejezték. Kirakos Gandzaketsi, egy 13. századi örmény történész is arról ír, hogy Dzsalál al-Din és katonái az iszlám hitre való áttérésre kényszerítették a grúzokat, bántalmazták a nőket, lerombolták a templomokat és mindenhonnan eltávolították a kereszténység szimbólumait.

## Fordítás
Ez a szócikk részben vagy egészben  a   Hundred Thousand Martyrs of Tbilisi című angol Wikipédia-szócikk ezen változatának fordításán alapul.  Az eredeti cikk szerkesztőit annak laptörténete sorolja fel. Ez a jelzés csupán a megfogalmazás eredetét és a szerzői jogokat jelzi, nem szolgál a cikkben szereplő információk forrásmegjelöléseként.